# Queer Ekintza
Queer Ekintza es una asociación de liberación sexual de Vizcaya que nació en 2005 a partir de otra asociación anterior llamada Gaztelesgay, creada en 2002.

## Ideología
Queer Ekintza es una asociación de ideología Queer, que lucha por romper las prejuicios y barreras de la sociedad para lograr una verdadera libertad sexual. Es apartidista aunque próxima a las ideas libertarias.
Respecto a su ideología, podemos resaltar varios puntos:
- Reconocimiento de múltiples sexualidades y sexos, rompiendo los binomios de hombre/mujer o heterosexual/homosexual.
- Deconstrucción/destrucción del género y de sus roles asociados como agentes que limitan la capacidad de cada un@ a ser y sentir como quiera.
- Rechazo a la creación de guetos muchas veces por propia voluntad, de parte de los colectivos de liberación sexual, así como la mercantilización o sumisión de los mismos a empresas o instituciones.

## Acciones
Algunas de las últimas acciones de Queer Ekintza:
- Entrevista a Queer Ekintza en la revista ZERO[1] (agosto de 2006).
- Presentación del Proyecto de Educación y Jornadas sobre Educación Sexual[2] (octubre de 2006).
- Se pone en marcha la campaña FOLLA! (primavera 2007) .
- Queer Ekintza participa en el Proyecto ADI! de reducción de riesgos y daños en el consumo de drogas (invierno 2006 - primavera 2007).
- Miembro de la Coordinadora del 28-J de Bilbao (junio de 2007).
- Charla sobre Memoria Histórica y Ex Presos Sociales. (junio de 2007)

## Colaboraciones
Queer Ekintza también colabora directa o indirectamente con otros grupos y asociaciones:
- Bloque Alternativo por la Liberación Sexual.[3]
- Grupos de mujeres, inmigración, gaztetxes.
- Consejo vasco de Bienestar Social (CVBS).[4]
- Red contra la Homofobia (RcH).[5]